# Ladies European Tour 2014
Le circuit de la Ladies European Tour 2014 est le circuit européen de golf féminin qui se déroule sur l'année 2014. L'évènement est organisé par la Ladies European Tour dont la plupart des tournois se tiennent en Europe. La saison s'articule autour de vingt-deux tournois dont les deux tournois majeurs que sont l'Evian Masters et l'Open britannique. 

## Calendrier 2014[1]
| Dates           | Tournoi                                 | Vainqueur             | Gains totaux (€) |
| --------------- | --------------------------------------- | --------------------- | ---------------- |
| 31 janv.-2 fév. | Open de Nouvelle-Zélande                | Mi Hyang Lee          | 200 000          |
| 6-9 fév.        | Volvik RACV Ladies Masters              | Cheyenne Woods        | 250 000          |
| 14-16 fév.      | Open d'Australie                        | Karrie Webb           | 888 889          |
| 6-9 mars        | Championnats du monde de golf féminin   | Inbee Park            | 370 370          |
| 13-16 mars      | Lalla Meryem Cup                        | Charley Hull          | 450 000          |
| 8-11 mai        | Turkish Airlines Ladies Open            | Valentine Derrey      | 250 000          |
| 23-25 mai       | Deloitte Ladies Open                    | Kylie Walker          | 250 000          |
| 20-22 juin      | Allianz Ladies Slovak                   | Camilla Lennarth      | 275 000          |
| 27-29 juin      | Ladies Italian Open                     | Florentyna Parker     | 250 000          |
| 3-6 juil.       | ISPS Handa Ladies European Masters      | Kim In-kyung          | 500 000          |
| 10-13 juil.     | Open britannique                        | Mo Martin             | 2 222 222        |
| 17-20 juil.     | UniCredit Ladies German Open            | Kylie Walker          | 250 000          |
| 24-27 juil.     | Sberbank Golf Masters                   | Julie Greciet         | 250 000          |
| 29-31 août      | Open d'Écosse                           | Trish Johnson         | 250 000          |
| 4-7 sept.       | Open d'Helsingborg                      | Dewi Claire Schreefel | 250 000          |
| 11-14 sept.     | The Evian Championship                  | Kim Hyo-joo           | 2 407 470        |
| 18-21 sept.     | Open d'Espagne                          | Connie Chen           | 350 000          |
| 2-5 oct.        | Open de France Féminin                  | Azahara Muñoz         | 250 000          |
| 16-19 oct.      | Open d'Afrique du Sud                   | Lee-Anne Pace         | 320 000          |
| 14-16 nov.      | Sanya Ladies Open                       | Xi Yu Lin             | 300 000          |
| 21-23 nov.      | Xiamen Orient International Ladies Open | Ssu-chia Cheng        | 250 000          |
| 4-6 déc.        | Hero Women's Indian Open                | Gwladys Nocera        | 218 889          |
| 10-13 déc.      | Omega Dubai Ladies Masters              | Shanshan Feng         | 500 000          |

## Classement
| Classement | Golfeur           | Pays           | Tournois | Gain ($) |
| ---------- | ----------------- | -------------- | -------- | -------- |
| 1          | Charley Hull      | Angleterre     | 17       | 263,097  |
| 2          | Gwladys Nocera    | France         | 20       | 233,289  |
| 3          | Lee-Anne Pace     | Afrique du Sud | 11       | 167,006  |
| 4          | Nikki Campbell    | Australie      | 19       | 162,545  |
| 5          | Carlota Ciganda   | Espagne        | 8        | 140,730  |
| 6          | Holly Clyburn     | Angleterre     | 17       | 126,473  |
| 7          | Valentine Derrey  | France         | 19       | 121,852  |
| 8          | Beth Allen        | États-Unis     | 21       | 110,159  |
| 9          | Florentyna Parker | Angleterre     | 20       | 107,331  |
| 10         | Laura Davies      | Angleterre     | 11       | 106,565  |